# Josep Matarrodona
Josep Matarrodona (1787 - ??) fou un organista de la parroquial de Santa Maria de Mataró del segle xviii.
Gràcies a unes oposicions celebrades entre l'11 i el 15 d'agost de l'any 1810 li fou conferit el magisteri de l'orgue a l'edat de vint-i-tres anys, com a successor de Joan Obradors. Durant aquest temps va concórrer amb altres músics com Antoni Mitjans i Josep Puig.
Finalment va renunciar al càrrec l'any 1814.